# Ron Paul

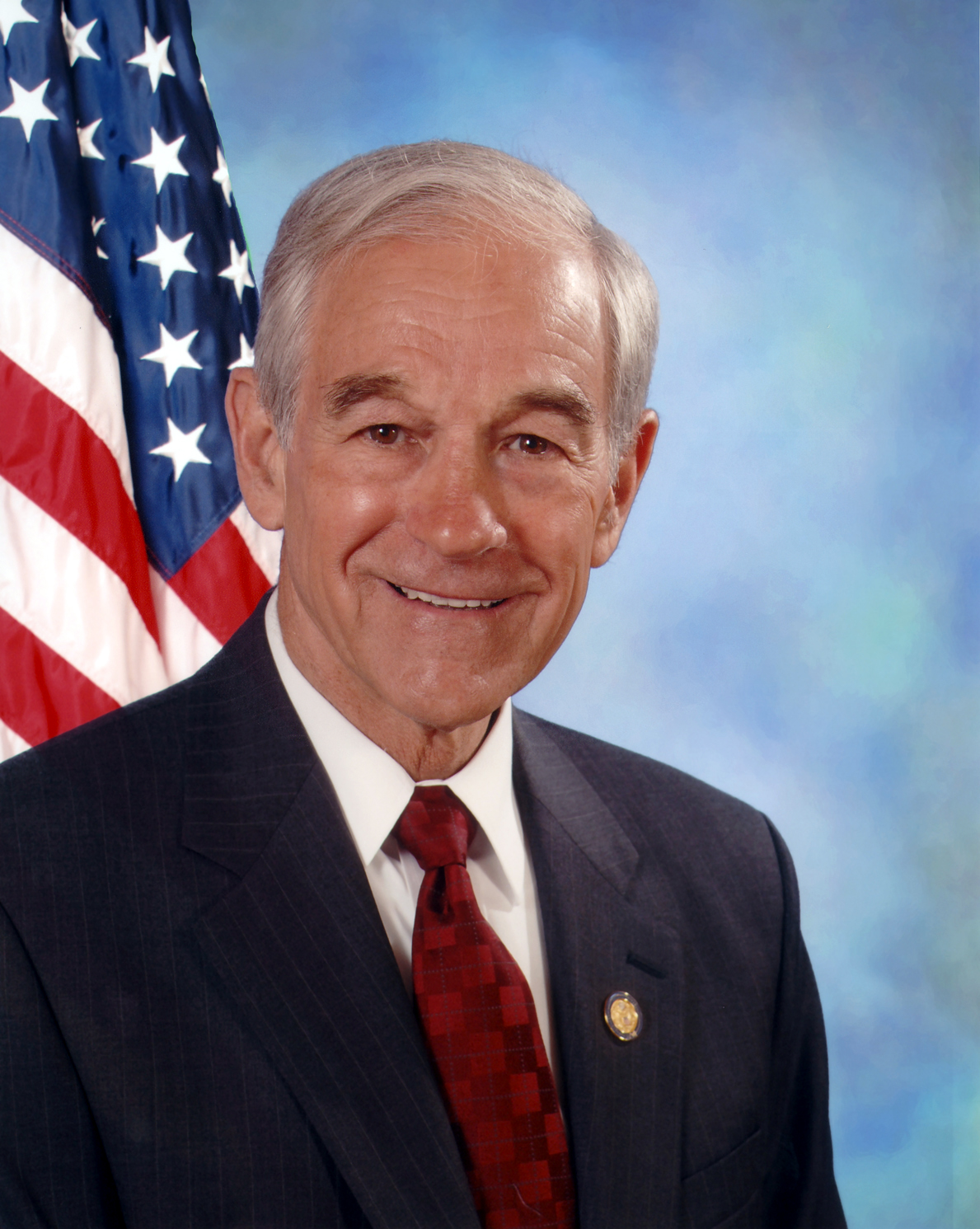
Ron Paul (2007)

Ronald Ernest „Ron“ Paul (* 20. August 1935 in Green Tree, Pennsylvania) ist ein US-amerikanischer Politiker. Er ist Mitglied der Libertarian Party und war zwischen 1976 und 2013 (mit Unterbrechungen) als Republikaner Abgeordneter im Repräsentantenhaus der Vereinigten Staaten. Paul war bei der US-Präsidentschaftswahl 1988 Kandidat der Libertarian Party und bewarb sich parteiintern um die republikanische Kandidatur zu den US-Präsidentschaftswahlen 2008 und 2012.

## Herkunft, Jugend und Ausbildung
Ron Paul hat einige Vorfahren, die aus Hessen stammen; sein Großvater Caspar Paul kam in Hohenzell zur Welt, das heute zu Schlüchtern gehört. Seine Eltern heirateten im Jahr 1929. Er wurde als der dritte von fünf Söhnen geboren und musste mit seinen Brüdern im Milchladen der Familie mitarbeiten. Nach dem Besuch der High School in Dormont studierte er am Gettysburg College, an dem er 1957 mit einem Bachelor of Sciences in Biologie abschloss. Anschließend studierte Paul an der Duke University Medizin. Als Arzt arbeitete er überwiegend in der Geburtshilfe und als Gynäkologe in Lake Jackson, Texas.
Ron Paul heiratete 1957 Carol Wells; das Ehepaar hat fünf Kinder. Sein Sohn Rand Paul (* 1963), ebenfalls Arzt, wurde bei der Wahl zum US-Senat am 2. November 2010 für die Republikaner in Kentucky in den US-Senat gewählt und am 8. November 2016 wiedergewählt. Damit war Ron Paul zwischen 2010 und 2013 das erste Mitglied des Repräsentantenhauses, welches zeitgleich mit einem eigenen Kind im US-Senat seinen Dienst tat.

## Politik
Paul begann 1971 sich aktiv in der Republikanischen Partei zu engagieren. Präsident Richard Nixon hatte den Goldstandard für den Dollar aufgehoben – eine Entscheidung, die Paul auch Jahre später noch kritisierte. Im November 1974 kandidierte Paul erstmals für das US-Repräsentantenhaus. Er kandidierte im 22. Wahlbezirk von Texas, verlor aber gegen den Demokraten Robert R. Casey. Als Casey 1976 von US-Präsident Ford in die 'Federal Maritime Commission' berufen wurde und sein Mandat beendete, folgte Paul ihm. Paul war von April 1976 bis zum 3. Januar 1977 und von Januar 1979 bis Januar 1985 der Abgeordnete des 22. Wahlbezirks von Texas. Vom 3. Januar 1997 bis zum 3. Januar 2013 war er der Abgeordnete des 14. Wahlbezirks von Texas.

### Präsidentschaftswahl 1988
Bei der US-Präsidentschaftswahl 1988 trat Paul als Kandidat der Libertarian Party an, nachdem er sich gegen den Sioux-Aktivisten Russell Means bei den Vorwahlen durchgesetzt hatte. Als Motivation für die Kandidatur nannte Paul seine Unzufriedenheit mit der Finanzpolitik und dem hohen Defizit der Regierungen unter Präsident Reagan und Vizepräsident Bush. Am Ende erhielt er 431.750 (0,47 %) Stimmen.

### Parteiinterne Kandidatur bei den republikanischen Vorwahlen 2008

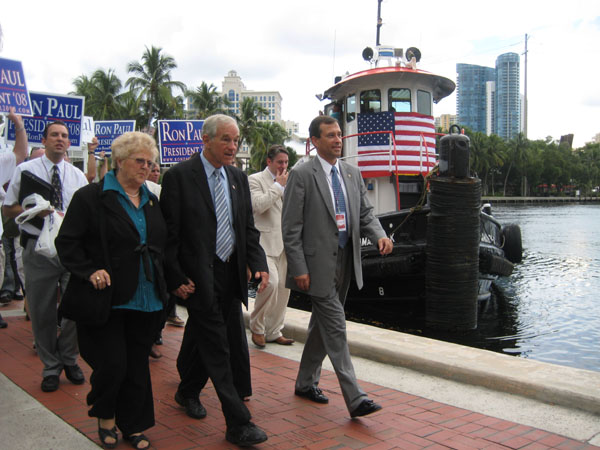
Ron Paul mit seiner Frau Carol bei einem Wahlkampfauftritt in Fort Lauderdale.

Am 11. Januar 2007 gab Paul sein Interesse an einer Kandidatur für die Präsidentschaftswahl 2008 bekannt und verkündete am 12. März 2007 seine Kandidatur. Paul galt von Anfang an als Außenseiterkandidat. Pauls Ansichten widersprachen in mehreren Aspekten dem Mainstream der Republikanischen Partei und er war weit weniger bekannt als Mitbewerber wie Rudy Giuliani, Mitt Romney, Fred Thompson oder John McCain. Entsprechend erreichte Paul bei nationalen Wahlumfragen von Meinungsforschungsinstituten lediglich zwischen 1 und 6 %. Er hielt seine Kandidatur bis zum 12. Juni 2008 aufrecht, obwohl McCain seit Anfang März eine absolute Mehrheit der Delegierten hatte.
Paul hatte während des Wahlkampfes vor allem Unterstützung über das Internet. Laut Serverdiensten wie Alexa Internet wurde Pauls Website häufiger besucht als die Seiten der republikanischen und demokratischen Topkandidaten wie Rudy Giuliani, Mitt Romney, Hillary Clinton, Barack Obama oder John Edwards. In informellen, unwissenschaftlichen Umfragen (Telefon- und auch Onlineumfragen, bei denen mehrfaches Anklicken durch eine Person möglich war) wurden seine Debatten sehr hoch bewertet. Bei seriösen Umfragen hielten sich seine Werte im unteren einstelligen Bereich.
Bei vielen der sogenannten Straw Polls – Testwahlen, bei denen meistens eine Anwesenheit des Wählers erforderlich ist, der für die Teilnahme Eintritt bezahlt – schnitt Paul ebenfalls gut ab. Paul gewann zum Beispiel Straw Polls in Regionen von Nevada, Alabama, Oklahoma, Oregon, Georgia, New Jersey, Maryland, New Hampshire, Texas, New York und Pennsylvania. Schlagzeilen machten zudem Berichte, Paul habe als einziger republikanischer Gegner des Irakkriegs mehr Spenden von Militärangehörigen erhalten als jeder andere Bewerber, ob republikanisch oder demokratisch.
Am 15. Mai 2007 rief Paul starken Widerspruch und öffentliche Reaktionen hervor, als er bei einer auf dem Fox News Channel ausgestrahlten Debatte die Außenpolitik der Vereinigten Staaten mit für die Terroranschläge am 11. September 2001 verantwortlich machte. Rudy Giuliani griff Paul daraufhin an, bezeichnete dessen Aussage als absurd und versuchte den Eindruck zu erzeugen, Paul hätte die amerikanische Bevölkerung für die Terroranschläge verantwortlich gemacht. Paul wies diesen Versuch in Interviews nach der Diskussion zurück.
Im September 2008 erklärte Paul, er werde keine Unterstützungserklärung (endorsement) der Kandidatur des republikanischen Präsidentschaftskandidaten McCain abgeben. Er begründete dies mit grundlegenden inhaltlichen Differenzen, insbesondere in der Außen- und der Finanzpolitik.
Siehe auch: Vorwahlergebnisse der Präsidentschaftswahl in den Vereinigten Staaten 2008

### Parteiinterne Kandidatur bei den republikanischen Vorwahlen 2012
Am 13. Mai 2011 gab Ron Paul seine Kandidatur für die Präsidentschaftswahl im Jahr 2012 bekannt. Paul nahm daraufhin an verschiedenen Fernsehdebatten teil, wozu er im Gegensatz zu seiner Präsidentschaftskampagne 2008 bei allen größeren Veranstaltungen eingeladen wurde. Einzig die Jewish Republican Coalition beschloss Paul von der Debatte auszuschließen, da seine Positionen zum Verhältnis der USA mit Israel „zu extrem“ seien. Paul hatte sich gegen die jährliche Militärhilfe der USA an Israel ausgesprochen und angekündigt, sich im Konflikt zwischen Israel und dem Iran neutral zu verhalten.
Mit bereits aus der Kampagne von 2008 bekannten Moneybombs konnten große Spendenbeträge erzielt werden. Im dritten Quartal 2011 sammelte Paul Spenden im Umfang von 8 Millionen Dollar, von 100.000 verschiedenen Spendern, also durchschnittlich gespendeten 80 Dollar. Sein Parteikollege Rick Perry, ebenfalls aus Texas stammend, sammelte im gleichen Zeitraum 15 Millionen Dollar von nur 20.000 Spendern, was eine durchschnittliche Spendensumme von 750 Dollar ergibt.
Bei der wichtigen ersten Vorwahl in Iowa belegte Paul den dritten Platz mit 21,4 % aller Stimmen. Bei der zweiten Vorwahl in New Hampshire erreichte Paul mit 22,9 % der Stimmen den zweiten Platz, hinter dem Favoriten Mitt Romney.
Nachdem am 10. April Rick Santorum und am 27. April Newt Gingrich ihre Rückzüge verkündeten, waren nur noch Romney und Paul im Rennen. Paul hatte wegen schwacher Wahlergebnisse kaum noch Chancen, von seiner Partei aufgestellt zu werden, erklärte aber, bis zum Ende des Nominierungsprozesses im Rennen bleiben zu wollen. Am 14. Mai 2012 setzte er aber den Wahlkampf in den Primary-Staaten, die noch nicht gewählt hatten, aus. Er werde lediglich weiter um Delegierte in den Staaten kämpfen, in denen die Vorwahlen stattgefunden hatten. Paul beendete seinen Wahlkampf mit einer sechsstündigen Veranstaltung im Sun Dome in Tampa.

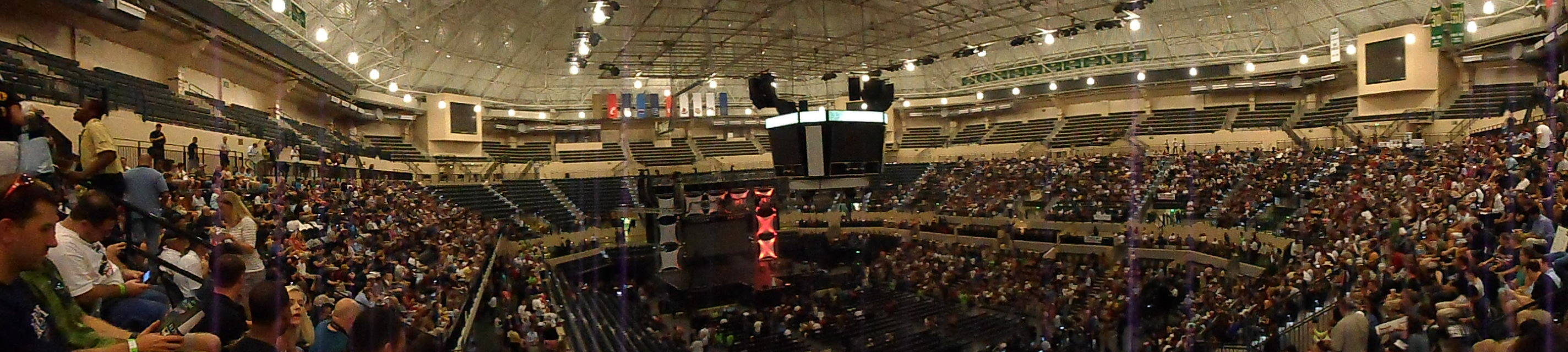
Ron Pauls „We are the Future Rally“ in Tampa

Am 28. August 2012 wurde Romney offiziell zum republikanischen Präsidentschaftskandidaten gewählt. Er erhielt 2061 von 2.268 Delegiertenstimmen (90,16 %); Paul erhielt 190 Stimmen (8,31 %).

### Spendenrekorde
Innerhalb eines Tages, des 5. November 2007, mit Anlehnung an den Jahrestag des Gunpowder Plots, nahm Ron Paul durch eine von Graswurzelaktivisten gestartete Aktion ca. 4,38 Mio. Dollar von rund 40.000 Unterstützern online ein. Dieses sogenannte Money Bomb Event führte zudem zu einer erhöhten Aufmerksamkeit der TV-Nachrichtensender und der Presse.
Am 16. Dezember 2007, mit Anlehnung an die Boston Tea Party von 1773, nahm Ron Paul ca. 6,04 Mio. Dollar online ein. Diese Summe war die bis dato höchste Summe, die weltweit ein Politiker innerhalb von 24 Stunden eingenommen hatte. Der bisherige Rekordhalter für Off- und Online-Spenden war der ehemalige Präsidentschaftskandidat John Kerry im Jahr 2004 mit ca. 5,7 Mio. Dollar. Insgesamt erhielt Paul 2007 Spenden in Höhe von etwa 28 Millionen Dollar, davon etwa 19,7 Millionen Dollar im vierten Quartal.

### Tätigkeit nach Rücktritt als Abgeordneter
Nach Beendigung seiner Kampagne 2008 gründete Ron Paul mit den übrigen Spendengeldern die 'Campaign for Liberty', eine Organisation, die sich laut eigener Darstellung für „Individuelle Freiheit, eine verfassungsgemäße Regierung, solides Geld, freie Märkte und eine Außenpolitik des Nicht-Interventionismus mittels Bildung, Interessensvertretung und Mobilisierung einer Graswurzelbewegung“ einsetzt. Die Campaign for Liberty gab einen wichtigen Anstoß zur Tea-Party-Bewegung.
Zusammen mit bekannten amerikanischen Anti-Kriegs-Politikern beider Parteien wie Dennis Kucinich und Walter B. Jones sowie weiteren Exponenten gründete Ron Paul das 'Ron Paul Institute for Peace and Prosperity'.
Unter akademischer Leitung von Gary North bietet Ron Paul eine Homeschooling-Platform für die Stufen von Kindergarten bis High-School an.
Seit August 2013 betreibt Ron Paul – nachdem er sich über mangelnde Aufmerksamkeit in den US-Medien beklagt hatte – einen kostenpflichtigen Internetfernsehkanal unter dem Namen „Ron Paul Channel“, der mehrmals wöchentlich Interviews, News- und Kommentarbeiträge zu aktuellen Themen aus libertärer Perspektive sendet.

## Politische Positionen
Pauls politische Einstellung ist von Beobachtern als paläolibertär, konstitutionalistisch, isolationistisch und konservativ beschrieben worden. Grundlage der politischen Ansichten Ron Pauls ist ein strikter Konstitutionalismus, eine einflussreiche rechtspolitische Auffassung in den USA, der zufolge allen Verfassungsorganen nur genau diejenigen Handlungen erlaubt sind, die die Verfassung der Vereinigten Staaten ausdrücklich erlaubt, im Gegensatz zu derjenigen Auffassung, die der Politik ausschließlich ausdrückliche Verbote auferlegt. Darüber hinaus befürwortet Paul individualistische Freiheit, die auch beinhaltet, dass jeder Bürger seine Vorsorge für Alter, Krankheit, Arbeitslosigkeit etc. selbst regelt und jede staatliche Verantwortung für Sozialversicherungen wie Rentenversicherung, Krankenfürsorge etc. abgeschafft wird. Sich selbst sieht Paul in der Tradition der Gründerväter. Dabei versteht er sich selbst als Republikaner der „alten Schule“ und grenzt sich aktiv vom Neokonservatismus und von der Bush-Regierung ab. Seiner Ansicht nach vertritt er die ursprünglichen Ideale der Republikaner und wirft anderen Parteimitgliedern vor, sie hätten diese Linie verlassen, da die Gründer der republikanischen Partei die Ziele seiner Politik verfolgt hätten.

### Außenpolitik

#### Irak
Paul war bekannt für seine Ablehnung des Irakkrieges und die Idee einer isolationistischen, nicht-interventionistischen Außenpolitik in der Tradition von George Washington und Thomas Jefferson. Paul stimmte gegen die Irak-Kriegs-Resolution und setzte sich für einen unverzüglichen Abzug der US-Streitkräfte aus allen Ländern ein. Er lehnte auch die Unterstützung libyscher Rebellen im Verlauf des Arabischen Frühlings ab. Pauls nichtinterventionistische Haltung geht so weit, dass er einen Austritt der USA aus NATO, UN und WTO befürwortet, eine Position, die ihm den Vorwurf des Isolationismus eingetragen hat. Jedoch spricht er sich selbst deutlich gegen das aus, was er selbst unter Isolationismus versteht, und fordert ein „starkes Amerika, das mit anderen Nationen offenen Handel treibt, sie bereist, mit ihnen kommuniziert und diplomatische Beziehungen aufrechterhält“. Paul erklärte zu seinen Gunsten, es seien stets republikanische Präsidenten wie Eisenhower gewesen, die die US-Streitkräfte aus aussichtslosen Engagements befreit hätten. Er wies auch darauf hin, George W. Bush habe im Präsidentschaftswahlkampf 2000 noch mit einer explizit nichtinterventionistischen Außenpolitik geworben und seine Ablehnung von Militäreinsätzen und Nation building zum Ausdruck gebracht. Als Präsident sei er diesen Grundsätzen untreu geworden.
Entsprechend seiner nichtinterventionistischen Haltung bevorzugt er eine diplomatische Lösung internationaler Spannungen. Er lehnte 2011 einen Krieg gegen den Iran kategorisch ab und äußerte, dies wäre eine „Wiederholung des 'sinnlosen' Irak-Krieges“.

#### Ukraine
2014 erklärte Ron Paul, westliche Mächte (USA) hätten für die „Unruhen in der Ukraine“ gesorgt; sie seien für die anhaltenden Spannungen verantwortlich. Er behauptete, die USA hätten Russland den Krieg erklärt.

### Innenpolitik
Pauls innenpolitische Positionen brachten ihn ebenfalls in Konflikt mit weiten Teilen der Republikanischen Partei und der Regierung Bush. Er stimmte schon 2001 gegen den USA PATRIOT Act und erklärte: „Alles, was wir als Antwort auf die Angriffe vom 11. September getan haben – vom Patriot Act bis zum Irakkrieg –, hat nur die Freiheit in Amerika verringert.“ Er befürwortet eine Auflösung des Department of Homeland Security. Paul setzt sich zudem für ein Ende des sogenannten War on Drugs und aufgrund seines Verständnisses individueller Freiheit für eine liberalere Drogenpolitik sowie die medizinische Nutzung von Cannabis ein. Paul befürwortet auch den Schutz der Meinungsfreiheit von Julian Assange und WikiLeaks im selben Ausmaß wie für Mainstream-Medien in Bezug auf die Veröffentlichung von Informationen.
Bei anderen innenpolitischen Themen stimmte Paul mit konservativen Republikanern überein und wich weit von den Positionen der Demokraten ab. Teil der persönlichen Selbstbestimmung ist nach Paul etwa das Recht, Waffen zu tragen; die Lobbyorganisation Gun Owners of America bewertete Paul als einzigen Präsidentschaftskandidaten mit einem A+ Rating („1+“-Bewertung). Paul trat zudem für eine striktere Migrationspolitik ein und stimmte für den Secure Fence Act of 2006, der den Bau eines ca. 1100 km langen Zauns an der Grenze zu Mexiko vorsieht, wobei er hervorhob, dass er gegen dieses Abkommen stimmen würde, wenn es keine staatlichen Sozialprogramme gäbe.
Paul hat nationale Regelungen der gleichgeschlechtlichen Ehe abgelehnt und erklärt, dass die einzelnen Staaten jeweils über ihre Einführung entscheiden sollen. Auf die Frage, ob er gleichgeschlechtliche Ehen unterstütze, erklärte Paul 2007: „Ich unterstütze jede freiwillig eingegangene Bindung, wie immer die Leute sie dann nennen mögen.“ Paul hat sich selbst als „pro-life“, also als Abtreibungsgegner, eingestuft. Er initiierte einen Gesetzentwurf, der definieren soll, dass menschliches Leben mit der Empfängnis beginnt. Außerdem hat er dafür gekämpft, den Bundesgerichten das Recht zu entziehen, von Bundesstaaten erlassene Abtreibungsgesetze zu überprüfen, was auf eine Annullierung des Roe v. Wade-Urteils des Supreme Courts hinauslaufen würde.
Paul nennt die amerikanischen Sozialprogramme ein Kartenhaus, da die demographische Entwicklung die Programme in einigen Jahrzehnten unbezahlbar machen werde. Da er zudem ärztliche Behandlung nicht als Menschenrecht ansieht, setzt er sich dafür ein, dass Arbeitnehmer eine Teilnahme an Sozialversicherungen wie Medicare und Medicaid ablehnen können, mit der Folge, dass sie keine Sozialbeiträge (payroll-tax) mehr zahlen müssen und dafür keinerlei Ansprüche mehr haben.
Er ist ein Kritiker des amerikanischen Gesundheitssystems. Dabei lehnt er sowohl „universal healthcare“ nach europäischem Vorbild als auch private Krankenversicherungen ab, da deren Kosten immer weiter steigen würden, solange nicht der Patient, sondern eine dritte Partei die Rechnungen bezahlt.

### Finanz- und Wirtschaftspolitik
Paul versteht sich als Vertreter der freien Marktwirtschaft im Sinne der österreichischen Schule der Nationalökonomie. Ziele seiner Politik sind Deregulierung und geringe Steuern. Er hat eine Auflösung der nationalen Steuerbehörde IRS und des Federal Reserve System (unter gleichzeitiger Wiedereinführung des Goldstandards) vorgeschlagen und für einen „schlanken Staat“ plädiert.
Paul hat das Handelsabkommen NAFTA und die Mitgliedschaft in internationalen Institutionen wie der WTO als Bedrohung der Souveränität der Vereinigten Staaten abgelehnt. 2003 hat er vorgeschlagen, die bundesweit erhobene Einkommensteuer abzuschaffen.

## Kritik

### Kontroverse um Newsletter
Im Januar 2008 geriet Ron Paul unter Druck, als The New Republic Auszüge aus Newslettern veröffentlichte, die in den 1980er- und 1990er-Jahren unter seinem Namen veröffentlicht worden waren. Diese Publikationen (Ron Paul’s Freedom Report, Ron Paul Political Report, The Ron Paul Survival Report und The Ron Paul Investment Letter) enthielten Kommentare, die als rassistisch, homosexuellenfeindlich und verschwörungstheoretisch kritisiert wurden. Ron Paul erklärte dazu, er habe die kritisierten Beiträge weder selbst verfasst noch gelesen und wisse nicht, wer sie geschrieben habe; außerdem könne er als Libertärer kein Rassist sein, weil Rassismus eine kollektivistische Idee sei. Die libertäre Zeitschrift Reason benannte unter Berufung auf Quellen in der paläolibertären Bewegung Lew Rockwell, der von 1978 bis 1982 Pauls Stabschef in dessen Kongressbüro war und heute das Webmagazin LewRockwell.com betreibt, als den Ghostwriter, der in erster Linie die Beiträge in den Newslettern verfasste. Außerdem zitierte Reason einen Steuerbescheid aus dem Jahr 1994, dem zufolge die jährlichen Einkünfte des Unternehmens Ron Paul & Associates, die die Newsletter publizierte, $ 940.000 betrugen.

### Verbindungen zu Rechtsextremisten
Drei Jahre nach der Veröffentlichung der alten Blogbeiträge wies The Atlantic auf die Verbindungen Ron Pauls zum Verschwörungstheoretiker Alex Jones hin sowie zu der rechtsradikalen John Birch Society. Dem New York Times Magazine hatte Paul schon 2007 gesagt, er hätte dort viele Freunde und das seien „gebildete Leute, die die Verfassung verstünden“.
Im Dezember 2007 nahm er für den Vorwahlkampf 2008 Spendengelder des Neonazis und Stormfront-Gründers Don Black an. Pauls Sprecher distanzierte sich allerdings von Black: Wenn er „glaubt, dass er Ron (Paul) irgendwie beeinflussen kann, dann hat er sein Geld verschwendet“.

## Veröffentlichungen
- Gold, Peace, and Prosperity. The Birth of a New Economy. Foundation for Rational Economics and Education. Lake Jackson (Texas) 1981 (PDF; 3,84 MB).
- mit Lewis Lehrman: The Case for Gold. A Minority Report of the U.S. Gold Commission. Cato Institute, 1982; Ludwig von Mises Institute, Auburn (Alabama) 2007, ISBN 0-932790-31-3 (PDF; 10,55 MB).
- Abortion and Liberty. Foundation for Rational Economics and Education, Lake Jackson (Texas) 1983, ISBN 0-912453-02-8.
- Ten Myths About Paper Money. Foundation for Rational Economics and Education, Lake Jackson (Texas) 1983.
- Mises and Austrian Economics. A Personal View. Ludwig von Mises Institute, Auburn (Alabama) 1984 (PDF; 5,14 MB).
- Freedom Under Siege. The U.S. Constitution After 200 Years. Foundation for Rational Economics and Education, Lake Jackson (Texas) 1987 (PDF).
- Challenge to Liberty. Coming to Grips with the Abortion Issue. Foundation for Rational Economics and Education, Lake Jackson (Texas) 1990.
- The Ron Paul Money Book. Plantation Publishing, 1991.
- The New Money Survival Handbook. Plantation Publishing, 1993.
- A Foreign Policy of Freedom. Peace, Commerce, and Honest Friendship. Foundation for Rational Economics and Education, Lake Jackson (Texas) 2007, ISBN 0-912453-00-1.
- The Revolution, A Manifesto. Grand Central Publishing, 2008, ISBN 978-0-446-53751-3.
- End the Fed. Grand Central Publishing, 16. September 2009, ISBN 978-0-446-54919-6.
  - dt. Übersetzung von Ortrun Cramer: Befreit die Welt von der US-Notenbank! Warum die Federal Reserve abgeschafft werden muss. Kopp-Verlag, 2010, ISBN 978-3-942016-31-5.
- Liberty Defined: 50 Essential Issues That Affect Our Freedom. Grand Central Publishing, 2011, ISBN 978-1-4555-0145-8.
- The School Revolution. A New Answer for Our Broken Education System Grand Central Publishing, 2013, ISBN 978-1-4555-7717-0.
- Swords into Plowshares. A Life in Wartime and a Future of Peace and Prosperity. Ron Paul Institute for Pace, 2015, ISBN 978-0-9964265-0-3.
  - dt. Übersetzung: Schwerter zu Pflugscharen. Ein Leben im Krieg und eine Zukunft in Frieden und Wohlstand. Kopp-Verlag, Rottenburg 2017, ISBN 978-3-86445-434-9.